# Vòng loại Giải vô địch bóng đá thế giới 2006 – Khu vực châu Âu (Bảng 5)
Bảng 5 vòng loại giải vô địch bóng đá thế giới 2006 khu vực châu Âu là một bảng đấu thuộc vòng loại khu vực châu Âu. Bảng đấu gồm sự góp mặt của các đội Belarus, Ý, Moldova, Na Uy, Scotland và Slovenia.
Kết thúc vòng đấu, đội đầu bảng Ý giành 1 suất vào vòng chung kết World Cup 2006. Đội nhì bảng Na Uy đi đấu vòng play-off khu vực châu Âu.

## Vị trí xếp hạng
| Chú thích                                                                                 |
| ----------------------------------------------------------------------------------------- |
| Các đội đầu bảng và hai đội nhì bảng có thành tích tốt nhất được vào thẳng vòng chung kết |
| các đội nhì bảng còn lại tham gia vòng play-off                                           |

| Đội tuyển | Tr | T | H | Th | Bt | Bb | Hs  | Đ  |
| --------- | -- | - | - | -- | -- | -- | --- | -- |
| Ý         | 10 | 7 | 2 | 1  | 17 | 8  | +9  | 23 |
| Na Uy     | 10 | 5 | 3 | 2  | 12 | 7  | +5  | 18 |
| Scotland  | 10 | 3 | 4 | 3  | 9  | 7  | +2  | 13 |
| Slovenia  | 10 | 3 | 3 | 4  | 10 | 13 | −3  | 12 |
| Belarus   | 10 | 2 | 4 | 4  | 12 | 14 | −2  | 10 |
| Moldova   | 10 | 1 | 2 | 7  | 5  | 16 | −11 | 5  |

|          | Belarus | Ý   | Moldova | Na Uy | Scotland | Slovenia |
| -------- | ------- | --- | ------- | ----- | -------- | -------- |
| Belarus  | –       | 1–4 | 4–0     | 0–1   | 0–0      | 1–1      |
| Ý        | 4–3     | –   | 2–1     | 2–1   | 2–0      | 1–0      |
| Moldova  | 2–0     | 0–1 | –       | 0–0   | 1–1      | 1–2      |
| Na Uy    | 1–1     | 0–0 | 1–0     | –     | 1–2      | 3–0      |
| Scotland | 0–1     | 1–1 | 2–0     | 0–1   | –        | 0–0      |
| Slovenia | 1–1     | 1–0 | 3–0     | 2–3   | 0–3      | –        |

## Kết quả
| Slovenia              | 3 – 0      | Moldova |
| --------------------- | ---------- | ------- |
| Ačimovič 5', 27', 48' | (Chi tiết) |         |

| Ý                      | 2 – 1      | Na Uy    |
| ---------------------- | ---------- | -------- |
| De Rossi 4' · Toni 80' | (Chi tiết) | Carew 1' |

| Scotland | 0 – 0      | Slovenia |
| -------- | ---------- | -------- |
|          | (Chi tiết) |          |

| Na Uy      | 1 – 1      | Belarus     |
| ---------- | ---------- | ----------- |
| Riseth 39' | (Chi tiết) | Kutuzov 78' |

| Moldova | 0 – 1      | Ý             |
| ------- | ---------- | ------------- |
|         | (Chi tiết) | Del Piero 32' |

| Scotland | 0 – 1      | Na Uy               |
| -------- | ---------- | ------------------- |
|          | (Chi tiết) | Iversen 54' (ph.đ.) |

| Belarus                                                      | 4 – 0      | Moldova |
| ------------------------------------------------------------ | ---------- | ------- |
| Omelyanchuk 45' · Kutuzov 65' · Bulyha 75' · Romaschenko 91' | (Chi tiết) |         |

| Slovenia  | 1 – 0      | Ý |
| --------- | ---------- | - |
| Cesar 82' | (Chi tiết) |   |

| Na Uy                                  | 3 – 0      | Slovenia |
| -------------------------------------- | ---------- | -------- |
| Carew 7' · Pedersen 60' · Ødegaard 89' | (Chi tiết) |          |

| Moldova  | 1 – 1      | Scotland     |
| -------- | ---------- | ------------ |
| Dadu 28' | (Chi tiết) | Thompson 31' |

| Ý                                                     | 4 – 3      | Belarus                           |
| ----------------------------------------------------- | ---------- | --------------------------------- |
| Totti 26' (ph.đ.), 74' · De Rossi 32' · Gilardino 86' | (Chi tiết) | Romaschenko 52', 88' · Bulyha 76' |

| Ý              | 2 – 0      | Scotland |
| -------------- | ---------- | -------- |
| Pirlo 35', 84' | (Chi tiết) |          |

| Slovenia  | 1 – 1      | Belarus     |
| --------- | ---------- | ----------- |
| Rodić 44' | (Chi tiết) | Kulchiy 49' |

| Moldova | 0 – 0      | Na Uy |
| ------- | ---------- | ----- |
|         | (Chi tiết) |       |

| Scotland                  | 2 – 0      | Moldova |
| ------------------------- | ---------- | ------- |
| Dailly 52' · McFadden 88' | (Chi tiết) |         |

| Belarus       | 1 – 1      | Slovenia |
| ------------- | ---------- | -------- |
| Belkevich 18' | (Chi tiết) | Čeh 17'  |

| Na Uy | 0 – 0      | Ý |
| ----- | ---------- | - |
|       | (Chi tiết) |   |

| Belarus | 0 – 0      | Scotland |
| ------- | ---------- | -------- |
|         | (Chi tiết) |          |

| Scotland   | 1 – 1      | Ý          |
| ---------- | ---------- | ---------- |
| Miller 13' | (Chi tiết) | Grosso 76' |

| Moldova           | 2 – 0      | Belarus |
| ----------------- | ---------- | ------- |
| Rogaciov 17', 49' | (Chi tiết) |         |

| Slovenia                  | 2 – 3      | Na Uy                                     |
| ------------------------- | ---------- | ----------------------------------------- |
| Cimirotič 4' · Žlogar 83' | (Chi tiết) | Carew 3' · Lundekvam 23' · Pedersen 90+2' |

| Na Uy    | 1 – 2      | Scotland        |
| -------- | ---------- | --------------- |
| Årst 89' | (Chi tiết) | Miller 20', 30' |

| Belarus    | 1 – 4      | Ý                                  |
| ---------- | ---------- | ---------------------------------- |
| Kutuzov 4' | (Chi tiết) | Toni 6', 13', 55' · Camoranesi 45' |

| Moldova      | 1 – 2      | Slovenia                |
| ------------ | ---------- | ----------------------- |
| Rogaciov 31' | (Chi tiết) | Lavrič 47' · Mavrič 58' |

| Scotland | 0 – 1      | Belarus    |
| -------- | ---------- | ---------- |
|          | (Chi tiết) | Kutuzov 5' |

| Na Uy         | 1 – 0      | Moldova |
| ------------- | ---------- | ------- |
| Rushfeldt 50' | (Chi tiết) |         |

| Ý            | 1 – 0      | Slovenia |
| ------------ | ---------- | -------- |
| Zaccardo 78' | (Chi tiết) |          |

| Ý                         | 2 – 1      | Moldova    |
| ------------------------- | ---------- | ---------- |
| Vieri 70' · Gilardino 85' | (Chi tiết) | Gatcan 76' |

| Slovenia | 0 – 3      | Scotland                                 |
| -------- | ---------- | ---------------------------------------- |
|          | (Chi tiết) | Fletcher 4' · McFadden 47' · Hartley 84' |

| Belarus | 0 – 1      | Na Uy       |
| ------- | ---------- | ----------- |
|         | (Chi tiết) | Helstad 74' |

## Ghi bàn nhiều nhất
| Vị trí | Cầu thủ               | Đội tuyển | Bàn thắng |
| ------ | --------------------- | --------- | --------- |
| 1      | Vitali Kutuzov        | Belarus   | 4         |
| 1      | Luca Toni             | Ý         | 4         |
| 3      | Maksim Romaschenko    | Belarus   | 3         |
| 3      | Serghei Rogaciov      | Moldova   | 3         |
| 3      | John Carew            | Na Uy     | 3         |
| 3      | Kenny Miller          | Scotland  | 3         |
| 3      | Milenko Ačimovič      | Slovenia  | 3         |
| 8      | Vital Bulyha          | Belarus   | 2         |
| 8      | Daniele De Rossi      | Ý         | 2         |
| 8      | Francesco Totti       | Ý         | 2         |
| 8      | Alberto Gilardino     | Ý         | 2         |
| 8      | Andrea Pirlo          | Ý         | 2         |
| 8      | Morten Gamst Pedersen | Na Uy     | 2         |
| 8      | James McFadden        | Scotland  | 2         |